# Афганистан на летних Олимпийских играх 1988
Афганистан принимал участие в Летних Олимпийских играх 1988 года в Сеуле (Южная Корея) в девятый раз за свою историю, пропустив Летние Олимпийские игры 1984 года, но не завоевал ни одной медали.  После делегации своих спортсменов на олимпиаду в СССР Афганистан бойкотировал олимпийские игры в Лос-Анджелесе.